# Washington Redskins 1984
La stagione 1984 dei Washington Redskins è stata la 53ª della franchigia nella National Football League e la 48ª a Washington. La squadra veniva da un record di 14–2 nel 1983 e finì 11-5. Art Monk stabilì un record NFL (in seguito superato) per il maggior numero di ricezioni in una stagione. I Redskins iniziarono la stagione perdendo le prime due gare ma si ripresero vincendo le successive cinque. Una crisi di metà stagione li fece scendere a un record di 7-5 e mise in dubbio la possibilità di raggiungere i playoff. Tuttavia il club conquistò tutte le ultime quattro gare e vinse nuovamente la propria division. La corsa verso la terza finale di conference consecutiva però si interruppe presto, perdendo contro i Chicago Bears 23-19 in casa. I Redskins ebbero un record NFL di 14 gare consecutive con almeno 3 sack, un'impresa compiuta tra la settimana 3 e la 16.

## Roster
| Roster dei Washington Redskins nel 1984 |
| --- |
| Quarterback - 17 Jim Hart - 10 Jay Schroeder - 7 Joe Theismann Running Back - 35 Keith Griffin - 44 John Riggins - 25 Joe Washington - 39 Otis Wonsley Wide Receiver - 89 Alvin Garrett - 83 Mark McGrath - 81 Art Monk - 89 Calvin Muhammad Tight End - 86 Clint Didier - 88 Rick Walker - 85 Don Warren Offensive Linemen - 53 Jeff Bostic C - 76 Rick Donnalley C - 68 Russ Grimm G - 61 Ken Huff G - 66 Joe Jacoby T - 63 Bruce Kimball G - 73 Mark May T - 74 George Starke T Defensive Linemen - 69 Perry Brooks DT - 65 Dave Butz DT - 77 Darryl Grant DT - 72 Dexter Manley DE - 71 Charles Mann Linebacker - 51 Monte Coleman - 55 Mel Kaufman LLB - 57 Rich Milot - 52 Neal Olkewicz MLB Defensive Back - 32 Vernon Dean CB - 28 Darrell Green CB - 22 Curtis Jordan - 23 Tony Peters Special Team - 5 Jeff Hayes P - 3 Mark Moseley K |
| Legenda - I rookie sono in corsivo. - Il primo ruolo è il principale mentre gli eventuali successivi indicano i ruoli secondari. - (IR) sta per Injured Reserve ed indica la lista ristretta per un solo giocatore infortunato che può tornare ad allenarsi dopo la settimana 6 e a rientrare in prima squadra dopo che questa ha giocato 8 partite. - (NF-Inj.) / (NF-Ill.) stanno rispettivamente per Non-Football Injured e Non-Football Illness ed indicano le liste dove viene inserito un giocatore che ha un infortunio o una malattia non dipendente dal football americano. - (PUP) sta per Physically Unable to Perform ed indica la lista dove viene inserito un giocatore mentre è in attesa di recuperare la condizione fisica. Nella stagione regolare dopo la sesta partita giocata dalla propria squadra, il giocatore ha tempo tre settimane per riprendere ad allenarsi, più tre settimane aggiuntive dal suo rientro agli allenamenti per rientrare in prima squadra. |

## Calendario
| Stagione regolare |              |                         |           |        |                              |          |         |
| Turno             | Data         | Sintesi                 | Risultato | Record | Stadio                       | Pubblico | Sintesi |
| 1                 | 2 settembre  | Miami Dolphins          | S 17–35   | 0–1    | RFK Stadium                  | 52,683   | Recap   |
| 2                 | 10 settembre | at San Francisco 49ers  | S 31–37   | 0–2    | Candlestick Park             | 59,707   | Recap   |
| 3                 | 16 settembre | New York Giants         | V 30–14   | 1–2    | RFK Stadium                  | 52,997   | Recap   |
| 4                 | 23 settembre | at New England Patriots | V 26–10   | 2–2    | Sullivan Stadium             | 60,503   | Recap   |
| 5                 | 30 settembre | Philadelphia Eagles     | V 20–0    | 3–2    | RFK Stadium                  | 53,064   | Recap   |
| 6                 | 7 ottobre    | at Indianapolis Colts   | V 35–7    | 4–2    | RCA Dome                     | 60,012   | Recap   |
| 7                 | 14 ottobre   | Dallas Cowboys          | V 34–14   | 5–2    | RFK Stadium                  | 55,431   | Recap   |
| 8                 | 21 ottobre   | at St. Louis Cardinals  | S 24–26   | 5–3    | Busch Memorial Stadium       | 50,262   | Recap   |
| 9                 | 28 ottobre   | at New York Giants      | S 13–37   | 5–4    | Giants Stadium               | 76,192   | Recap   |
| 10                | 5 novembre   | Atlanta Falcons         | V 27–14   | 6–4    | RFK Stadium                  | 51,301   | Recap   |
| 11                | 11 novembre  | Detroit Lions           | V 28–14   | 7–4    | RFK Stadium                  | 50,212   | Recap   |
| 12                | 18 novembre  | Philadelphia Eagles     | S 10–16   | 7–5    | Veterans Stadium             | 63,117   | Recap   |
| 13                | 25 novembre  | Buffalo Bills           | V 41–14   | 8–5    | RFK Stadium                  | 51,513   | Recap   |
| 14                | 29 novembre  | at Minnesota Vikings    | V 31–17   | 9–5    | Hubert H. Humphrey Metrodome | 55,017   | Recap   |
| 15                | 9 dicembre   | at Dallas Cowboys       | V 30–28   | 10–5   | Texas Stadium                | 64,286   | Recap   |
| 16                | 16 dicembre  | St. Louis Cardinals     | V 29–27   | 11–5   | RFK Stadium                  | 54,299   | Recap   |

Nota: gli avversari della propria division sono in grassetto.

### Playoff
| Playoff    |             |               |           |             |          |         |
| Turno      | Data        | Avversario    | Risultato | Stadio      | Pubblico | Sintesi |
| Divisional | 30 dicembre | Chicago Bears | S 19–23   | RFK Stadium | 55,431   | Recap   |

## Classifiche
| NFC East               |    |   |   |      |     |       |     |     |     |
|                        | V  | S | P | %    | DIV | CONF  | PF  | PS  | STR |
| Washington Redskins(2) | 11 | 5 | 0 | .688 | 5–3 | 8–4   | 426 | 310 | V4  |
| New York Giants(5)     | 9  | 7 | 0 | .563 | 5–3 | 7–7   | 299 | 301 | S2  |
| St. Louis Cardinals    | 9  | 7 | 0 | .563 | 5–3 | 6–6   | 423 | 345 | S1  |
| Dallas Cowboys         | 9  | 7 | 0 | .563 | 3–5 | 7–5   | 308 | 308 | S2  |
| Philadelphia Eagles    | 6  | 9 | 1 | .406 | 2–6 | 3–8–1 | 278 | 320 | S1  |